# Eleição municipal de Sapucaia do Sul em 2016
A eleição municipal da cidade brasileira de Sapucaia do Sul, na região metropolitana de Porto Alegre, ocorreu em 2 de outubro de 2016 para eleger um prefeito, um vice-prefeito e 11 vereadores para a administração da cidade. O atual prefeito Vilmar Ballin, do PT, não poderia concorrer novamente após dois mandatos como previsto pela Constituição Federal Brasileira.

## Contexto político local
Em um momento onde o  Ministério Público do Estado do Rio Grande do Sul  apura uma série de fraudes na cidade incluindo de nepotismo até desvio de gasolina no município, ocorreram as eleições municipais no Brasil em 2016, e os três principais nomes a concorrer ao cargo foram o atual vice-presidente da Câmara de Vereadores de Sapucaia do Sul, o Dr. Link, o vereador mais votado em 2012 no município, Volmir Rodrigues (popularmente conhecido como Gordo do Agendão), e Marcelo Machado, ex-prefeito de Sapucaia do Sul nos anos 2002-2006, que teve seu nome inelegível em 2016 pelo TRE-RS, porém entrou com uma liminar e obteve sua candidatura a prefeito assegurada.

## Resultados da eleição para prefeito
Os percentuais atribuídos a cada candidato são calculados segundo o número de votos válidos. Houve ainda 5.358 votos em branco e 6.385 votos nulos.
| Candidatos a prefeito(a)      | Candidatos a vice-prefeito(a) | Número | Coligação                                                                                         | Votos  | Percentual |
| ----------------------------- | ----------------------------- | ------ | ------------------------------------------------------------------------------------------------- | ------ | ---------- |
| Dr Link PT                    | Arlenio Silva PMDB            | 13     | Frente Popular e Democrática PT / PMDB / PR / PRP / REDE / PRB / PC do B / PHS / SD               | 29.296 | 39,47%     |
| Marcelo Machado PSB           | Vilmar Lourenço PTB           | 40     | Experiência e Trabalho PSB / PTB / PDT / PSC / PPS / PRTB / PSD / PT do B / PROS / PEN / PTN / PV | 22,484 | 30,29%     |
| Volmir Rodrigues PP           | Dr Jarbas PSDB                | 11     | Sapucaia Merece Mais! PP / PSDB / PTC / PMN / DEM                                                 | 21.514 | 28,98%     |
| Duarte PSOL                   | Bruno Cordeiro PSOL           | 50     | PSOL (sem coligação)                                                                              | 790    | 1,06%      |
| Abel Burgdurff de Moraes PSTU | Ângela Battistello PSTU       | 16     | PSTU (sem coligação)                                                                              | 148    | 0,20%      |

## Vereadores eleitos
| Candidato eleito                | Partido | Votação | Porcentagem | Cidade onde nasceu    | Unidade federativa |
| Cléber Alemão                   | PP      | 2.552   | 3,55%       | Esteio                | Rio Grande do Sul  |
| Caco                            | PMDB    | 2.321   | 3,22%       | Esteio                | Rio Grande do Sul  |
| Maninho do JAS                  | PMDB    | 2.270   | 3.15%       | São Leopoldo          | Rio Grande do Sul  |
| Jorge Barbosa (Sapucaia do Sul) | PSD     | 2.067   | 2,87%       | Caçapava do Sul       | Rio Grande do Sul  |
| Raquel do Posto                 | PT      | 1.783   | 2,48%       | Santana do Livramento | Rio Grande do Sul  |
| Nelson Brambila                 | SD      | 1.730   | 2,40%       | Tenente Portela       | Rio Grande do Sul  |
| Adão do Calçado                 | PT      | 1.625   | 2,26%       | Sapucaia do Sul       | Rio Grande do Sul  |
| Dra. Imilia                     | PTB     | 1.460   | 2,03%       | Barracão              | Paraná             |
| Ventania                        | PRB     | 1.402   | 1,95%       | São Pedro do Sul      | Rio Grande do Sul  |
| Marquinhos                      | PSB     | 1.366   | 1,90%       | São Leopoldo          | Rio Grande do Sul  |
| Gervásio Santana                | PP      | 1.117   | 1,55%       | Tenente Portela       | Rio Grande do Sul  |

## Ligações Externas
- Perfil Volmir Rodrigues
- Apuração da eleição no site do TRE
- Fraudes no contexto politico local